# NGC 2913
NGC 2913 је спирална галаксија у сазвежђу Лав која се налази на NGC листи објеката дубоког неба.
Деклинација објекта је + 9° 28' 42" а ректасцензија 9h 34m 2,7s. Привидна величина (магнитуда) објекта NGC 2913 износи 13,4 а фотографска магнитуда 14,1. NGC 2913 је још познат и под ознакама UGC 5095, MCG 2-25-5, CGCG 63-9, PGC 27184.